# 井上夏葉
井上 夏葉（いのうえ なつは、1956年6月20日 - ）は、日本の女優。

## 来歴・人物
愛媛県松山市出身。姉と弟がいる。
松山東雲高等学校卒業後の18歳の時に、役者を目指して単身上京し、劇団青年座に所属。最初は本名で活動していたが、1979年末頃に井上夏葉に改名。主に舞台、テレビドラマの脇役などで活躍中。
特技は声楽、茶道。

## 出演

### 映画
- あゝ野麦峠 新緑篇（1982年）
- スーパーの女（1996年）
- ゲロッパ!（2003年）
- アダン（2005年）
- 母べえ（2008年）

### テレビドラマ
- 三男三女婿一匹III（1979年 - 1980年、TBS） - 看護師：野呂イチ子 役
- 一人来い二人来いみんな来い（1980年 - 1981年、TBS） - 金子ミカ 役
- 思えば遠くへ来たもんだ（1981年、TBS）
- 春まっしぐら!（1981年、TBS）
- ぼくらの時代（1981年、TBS）
- ポーラテレビ小説「女・かけこみ寺」（1982年、TBS） - おりく 役
- 外科医 城戸修平 第1話「心のメスで切れ」（1983年、TBS）
- 美少女仮面ポワトリン （1990年、CX） - 渋谷幸子 役
- 外科医有森冴子 第1シリーズ 第1話「離婚した夫にガン宣告!メスが切り裂く男女の絆 前妻と後妻の愛が揺れる」（1990年、NTV）
- それでも家を買いました （1991年、TBS） - 千田多佳子 役
- もう涙は見せない 第7話「レイプ!! 愛する人の目の前で」（1993年、CX）
- 恋人よ 第10話「最後の恋文」（1995年、CX）
- その気になるまで（1996年、TBS）
- 職員室（1997年、TBS）
- 先生知らないの?（1998年、TBS）
- 眠れる森（1998年、CX） - 森田加寿子 役
- 意地悪ばあさんリターンズ（1998年、CX）
- 火曜サスペンス劇場 （日本テレビ）
  - 「盲人探偵・松永礼太郎12」（2000年）
  - 「天使の居場所」（2000年）
  - 「下町・銭湯騒動記4」（2004年）
- 恋愛中毒（2000年、ANB）
- 救命病棟24時 第2シリーズ 第3話「小さな命大きな命」（2001年、CX）
- さくら（2002年、NHK）- 竹下綾子 役
- 土曜ワイド劇場
  - 「はみだし弁護士・巽志郎6」（2002年、ABC）
  - 「暗渠の連鎖」（2002年、ANB）
- 月曜ドラマシリーズ「少年たち3」（2002年、NHK）
- 北の国から2002 遺言（2002年、CX）
- ホーム&アウェイ 第5話「天女伝説の秘湯の村で帰れない」（2002年、CX）
- おとうさん（2002年、TBS）
- 逮捕しちゃうぞ 第7話「夏実がママ!? 涙のビンタ」（2002年、ANB）
- 年下の男 第1話「娘の秘密、母の秘密」（2003年、TBS）
- ホットマン 第2話「亡母の遺産と誤算」（2003年、TBS）
- それは、突然、嵐のように… 第7話「はちあわせ!」（2004年、TBS）
- ワンダフルライフ（2004年、CX）
- はみだし刑事情熱系VIII 第4話「水族館大パニック! 捨てられた母の記憶」（2004年、ANB） - 甲田智世 役
- 月曜ミステリー劇場「十津川警部シリーズ32 愛の伝説・釧路湿原」（2004年、TBS） - 竹田静子 役
- 金曜エンタテイメント「ドクター小石の事件カルテ 血痕」（2004年、CX）
- 汚れた舌 第11話「いとしい舌」（2005年、TBS）
- 小早川伸木の恋 第11話「涙の選択」（2006年、CX）
- 愛と死をみつめて（2006年、EX）
- 特命!刑事どん亀 第11話「霊感コンサート」（2006年、TBS）
- 愛の劇場「結婚式へ行こう!」（2006年 - 2007年、TBS）
- エラいところに嫁いでしまった! 第7話「嫁怒る!浮気戦争」（2007年、EX）
- 月曜ゴールデン （TBS）
  - 「自治会長・糸井緋芽子社宅の事件簿8」（2007年）
  - 「パートタイム裁判官2」（2007年）
  - 「ご近所探偵・五月野さつき3・殺意のキャンプ場」（2008年）
- 夫婦道（2007年、TBS）
- 3年B組金八先生 第8シリーズ（2007年 - 2008年、TBS） - 安藤香織 役
- 鹿男あをによし（2008年、CX）
- その男、副署長 Season3（2009年） - 野沢弥生 役
- 特上カバチ!! 第6話（2010年、TBS） - 富田千枝 役
- 天使の代理人 Episode1（2010年、東海テレビ）
- 正義のセ（2018年） - 小峰康江 役
- 刑事7人 SEASON9 第7話（2023年、EX）
- 家政婦クロミは腐った家族を許さない 第1話（2025年1月11日、テレビ東京）[4]

### 吹き替え
- ER XI 緊急救命室 第238話 ジャニス〈タミー・パワーズ〉 役（2006年 NHK-BS2）
- ER XIII 緊急救命室 第286話 ローレン・ニコルズ〈ディアドラ・M・スミス〉 役（2009年 NHK-BS2）
- ER XV 緊急救命室 第328話 アメラ・ラトコビッチ〈カトリーヌ・グレイス〉 役（2011年 NHK-BS2）

### 舞台
- 肥前風土記
- 幻に心もそぞろ狂おしのわれら将門
- つくづく赤い風車
- パラジ
- ファミリー
- メディア
- オレステス
- パートタイマー秋子
- あねさきの風 〜学び直しで立ち直った不良たちと学校の物語〜[5]